# Instrumentenflug

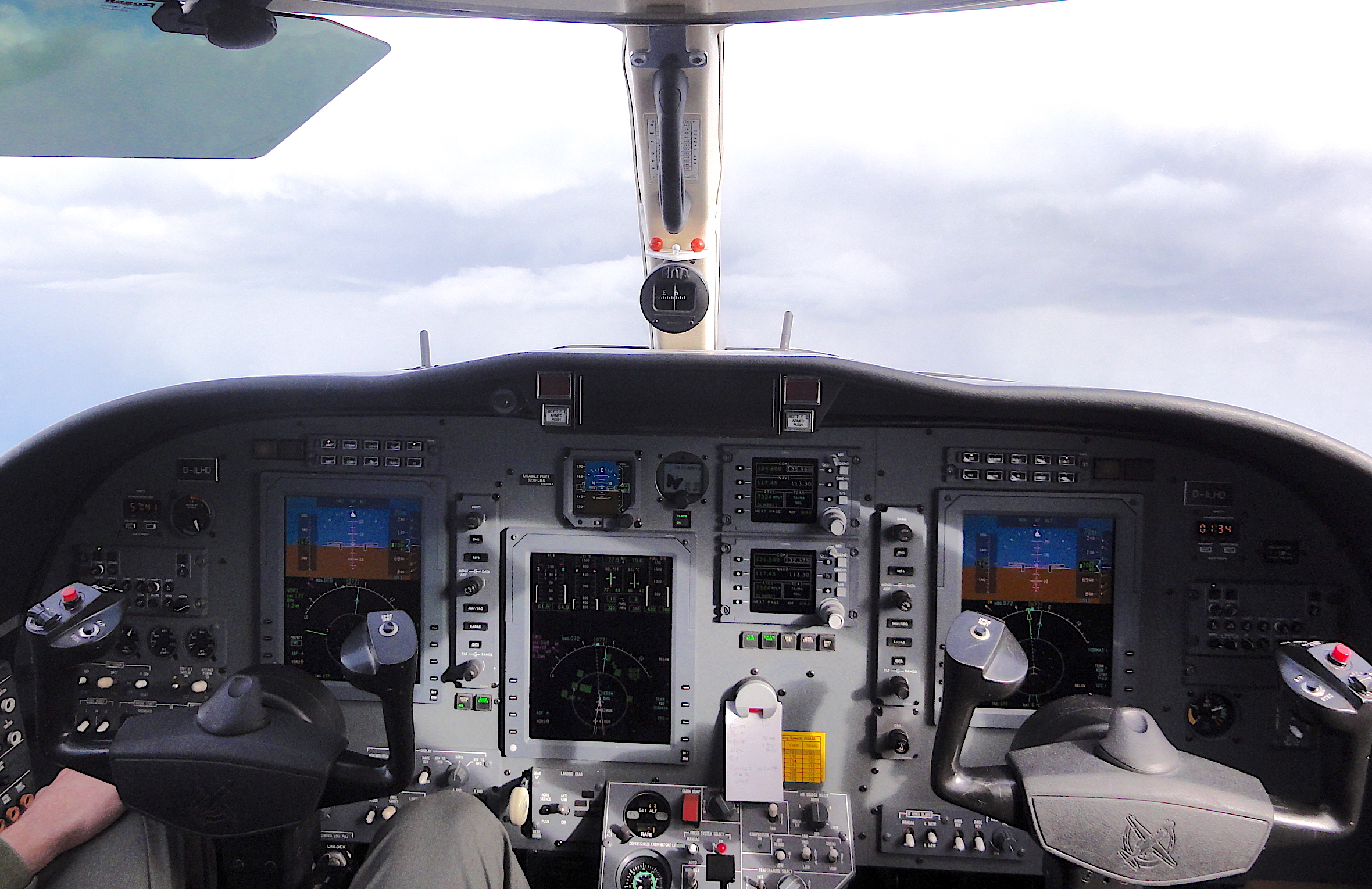
Instrumentenflug bei schlechter Sicht, Blick aus einer Cessna Citation C525

Instrumentenflug (umgangssprachlich auch Blindflug) ist das Steuern von Luftfahrzeugen ohne Sichtflug mit Hilfe von Fluginstrumenten wie Navigationsinstrumenten und Flugüberwachungsgeräten. Er ermöglicht unter anderem das Fliegen bei Sichtweite null. Die Flugsicherung am Boden regelt und überwacht dabei im Normalfall die Flugdurchführung. Der Instrumentenflug muss nach Instrumentenflugregeln (engl. instrument flight rules, IFR) durchgeführt werden. 
Der Pilot benötigt zur Durchführung eine spezielle Lizenz und das Luftfahrzeug muss vom Hersteller dafür vorgesehen sein.

## Allgemeines
Beim Instrumentenflug wird die Fluglage ausschließlich über Instrumente im Flugzeug gehalten und die Navigation erfolgt mit Hilfsmitteln, die es erlauben, den beabsichtigten Flugweg unabhängig von der Sicht nach außen einzuhalten. Damit ist auch das Fliegen in Wolken und ohne jede Sicht (zum Beispiel bei Neumond über einem Terrain ohne Lichtquellen) möglich. Der Instrumentenflug macht den Flugverkehr weitgehend wetterunabhängig und ist die Voraussetzung für die Einhaltung von Flugplänen. Wetterbedingungen, die nur noch Instrumentenflug zulassen, heißen Instrument Meteorological Conditions (IMC). Die Instrumentenflugregeln (Instrument Flight Rules, IFR) enthalten die beim Instrumentenflug zu beachtenden Regeln.
Für den gewerblichen Luftverkehr in Europa ist in der Betriebsanleitung Teil A (Operations Manual Part A gemäß den EU OPS 1) festgelegt, unter welchen Bedingungen nach Sicht- oder Instrumentenflugregeln zu fliegen ist. Die Aufsichtsbehörde des jeweiligen Landes muss die Entscheidung der Fluggesellschaft jeweils genehmigen.

## Flugplan
Ein Flug, der nach Instrumentenflugregeln durchgeführt werden soll, muss der Flugsicherung rechtzeitig vor dem Abflug durch Übermittlung eines detaillierten Flugplans bekanntgemacht werden (Abgabefrist: zwischen frühestens fünf Tagen und spätestens einer Stunde vor geplantem Abflug).
Der Flugplan enthält navigationsbezogene Daten wie voraussichtliche Abflug- und Ankunftszeit, Reisegeschwindigkeit, gewünschte Flugstrecke, Flughöhe, Zielflugplatz und Ausweichplätze.
Ebenso enthält er auf den Flug und das Flugzeug bezogene Angaben wie: Flugzeugtyp und -Kennzeichen, Anzahl der Personen an Bord, Wirbelschleppenkategorie, Höchstflugdauer, Notfunksender, Notfallausrüstung und die Flugzeugfarbe.
Ein Flug nach IFR kann Maßnahmen zur Vermeidung von Luftraum-Überlastung unterliegen. Falls auf der geplanten Strecke die Kapazität des Luftraums oder der Flugsicherung erschöpft ist, bekommt der Flug ein bestimmtes Zeitfenster für den Start zugewiesen (CTOT, Coordinated Takeoff Time), das exakt eingehalten werden muss. Diese Airway-Slots werden vom DNM (Directorate Network Management), Bestandteil der EUROCONTROL zugeteilt. Auf „koordinierten“ Flugplätzen sind für Starts und Landungen außerdem Airport-Slots erforderlich. Diese werden in Deutschland von einem per Rechtsverordnung ermächtigten Flughafenkoordinator zugeteilt; die lokale Flugsicherung überwacht die Starts und Landungen.

## Instrumentenflugregeln
Für den Instrumentenflug ist in Deutschland grundsätzlich der kontrollierte Luftraum (Lufträume C, D, E) vorgesehen. Für einzelne IFR-An- und Abflüge wurden zusätzlich um dafür zugelassene Flugplätze ohne Flugverkehrskontrolle Radio Mandatory Zones (RMZ – Gebiete mit Funkkontaktverpflichtung) eingerichtet. Die Radio Mandatory Zones ersetzen seit dem 11. Dezember 2014 die vormals in Deutschland bestehenden Lufträume F.
Für Start und Landung gelten festgelegte IFR-An- und Abflugverfahren. Wenn ein Pilot beim Instrumentenanflug ab einer festgelegten Entscheidungshöhe die Landebahn bzw. die Anflugbefeuerung nicht sehen kann, muss er den Anflug abbrechen. Diese Höhe hängt von der Ausrüstung/Zulassung des Flugzeugs und der Zulassung der Cockpitbesatzung ab. Berechnet wird diese Höhe anhand der aktuellen Hindernissituation am Flugplatz und im Anflugbereich von der DFS Deutsche Flugsicherung, die diese Höhen als OCA und OCH im Luftfahrthandbuch AIP veröffentlicht. Bei Verwendung eines Instrumentenlandesystems (ILS) sind typische Höhen zwischen ca. 400 ft und 200 ft über Grund für Cat I und bis zu 100 ft über Grund bei Cat II. Cat III-Werte (unter 100 ft) werden nicht veröffentlicht.
Die Flugsicherung stellt zwischen IFR-Flügen untereinander durch folgende Maßnahmen die notwendige Staffelung (Einhaltung von sicheren Abständen) sicher:
- Übernahme und Abstimmung der einzelnen Flugpläne, möglichst schon vor dem aktuellen Flug
- Zuweisung von Flugweg und Vorgabe von Überflugzeiten der enthaltenen Wegpunkte
- Zuweisung von Flughöhe oder Flugfläche (engl. flight level, FL), (siehe auch: Höhenmesser, Standarddruck)
- Staffelung aufgrund von Wirbelschleppen bei Start und Landung.
- Vorgabe von Steig- und Sinkgeschwindigkeit beim Höhenwechsel
- Kontrolle bei Start und Landung im Nahverkehrsbereich und in der Kontrollzone
- Freigabe für ein Landeanflugverfahren
- gegebenenfalls Zuweisung von Warteschleifen, Geschwindigkeiten etc.

Für die Staffelung von anderen Flugzeugen, die nach Sichtflugregeln unterwegs sind, ist der Pilot in bestimmten Lufträumen auch unter IFR selbst verantwortlich.
Das Fliegen unter IFR-Bedingungen steht im Gegensatz zum Fliegen nach Sichtflugregeln (engl. visual flight rules, VFR), bei dem die Einhaltung der Mindestsichtbedingungen vorausgesetzt wird. Zur Durchführung des IFR-Fluges benötigt man als Pilot eine Instrumentenflugberechtigung und bei deutschen Lizenzen ein Allgemeines Sprechfunkzeugnis für den Flugfunkdienst (AZF). Der Einflug in Instrumentenflugbedingungen (englisch instrument meteorological conditions, IMC) ohne entsprechende Ausbildung führt rasch zum Verlust der Orientierung im Raum und war daher schon häufig Ursache eines Flugunfalls.

## Instrumente
Die gesetzliche Minimalausstattung für Instrumentenflug für in Deutschland zugelassene Flugzeuge ist in der Betriebsordnung für Luftfahrtgerät (LuftBO) und in der Verordnung über die Flugsicherheitsausrüstung der Luftfahrzeuge (FSAV) festgelegt. Flugzeuge, die nach IFR betrieben werden sollen, müssen folgende Mindestausrüstung besitzen:
- Außenluftthermometer
- Zwei barometrische Höhenmesser
- neben dem Piloten ein weiteres Besatzungsmitglied, das mindestens über ein AZF verfügt, alternativ einen Autopiloten mit Höhenhaltungsfunktion
- Doppelsteuer
- Fahrtmesser, der gegen Vereisung und Kondensation geschützt ist
- Instrumentenbeleuchtung
- Kurskreisel
- Uhr mit großem Sekundenzeiger
- Variometer
- Wendezeiger mit Scheinlot (Kugel)

Für die Interaktion mit der Flugsicherung, die Navigation und die Befolgung der Anflugverfahren sind zusätzlich gefordert:
- ADF-Empfänger
- Flächennavigationsausrüstung (R-NAV), in der Regel GPS
- Funkentfernungsmessgerät (DME)
- Transponder
- zwei VHF-Funkgeräte, welche für Flüge oberhalb FL195 (etwa 6000 m) mit 8,33 kHz-Kanalraster ausgestattet sein müssen[3]
- VOR-Empfänger

Für ILS-Anflüge:
- Anzeigegerät für gemeinsame Anzeige von Landekurs und Gleitweg (Kreuzzeigerinstrument)[4]
- Empfangsgerät für Markierungsfunkfeuer
- Gleitpfadempfänger
- Landekursempfänger

Andere Länder haben oft erheblich abweichende Minimalausstattungen, zum Beispiel in den USA (zusätzlich zu VFR; s. FAR § 91.205):
- für Flüge über FL240, wenn VOR-Ausrüstung vorgeschrieben ist, DME oder RNAV
- Funkgerät zur Verständigung mit ATC und Navigationsausrüstung, die für den geplanten Flug geeignet ist (Unterschied zu Deutschland: es sind keine bestimmten Navigationsgeräte vorgeschrieben)
- Generator mit ausreichender Leistung
- justierbarer barometrischer Höhenmesser
- Kreiselhorizont (künstlicher Horizont)
- Kurskreisel
- Uhr mit Sekundenanzeige (analog oder digital)

Die klassische Funknavigation wird anhand von ungerichteten Funkfeuern (NDB) und UKW-Drehfunkfeuern durchgeführt, die eine lineare Bestimmung des Kurses (das heißt längs bestimmter Kurse) gestatten. Neuer ist das Verfahren der Flächennavigation mit Hilfe des GPS/DGPS, das auch zusätzliche parallel versetzte Flugstrecken zwischen den Funkfeuern ermöglicht. Für die Landephase werden spezielle Sender als Instrumentenlandesysteme an den Flugplätzen verwendet, die eine seitliche Führung und einen Gleitpfad für den Anflug bereitstellen. Ergänzt wird die Ausrüstung durch Antikollisionssysteme, Wetterradar, Radarhöhenmesser sowie die auch bei Sichtflug geforderten Instrumente.